# Callionima calliomenae
Callionima calliomenae (Schaufuss, 1870) è un lepidottero appartenente alla famiglia Sphingidae, diffuso in America Centrale e Meridionale.

## Descrizione

### Adulto
È immediatamente distinguibile da tutti gli altri rappresentanti del genere Callionima per il fatto che l'ala anteriore presenta un margine esterno regolarmente dentellato, che è solo leggermente scavato al di sotto dell'apice. Inoltre la pagina superiore dell'ala posteriore mostra la parte prossimale gialla, e quella distale marroncina.

Nel genitale maschile, l'uncus appare più allargato alla base, con un profilo inizialmente obliquo e poi orizzontale. Le valve risultano affusolate. L'edeago è sprovvisto di armetura esterna.

L'apertura alare è di circa 67 mm.

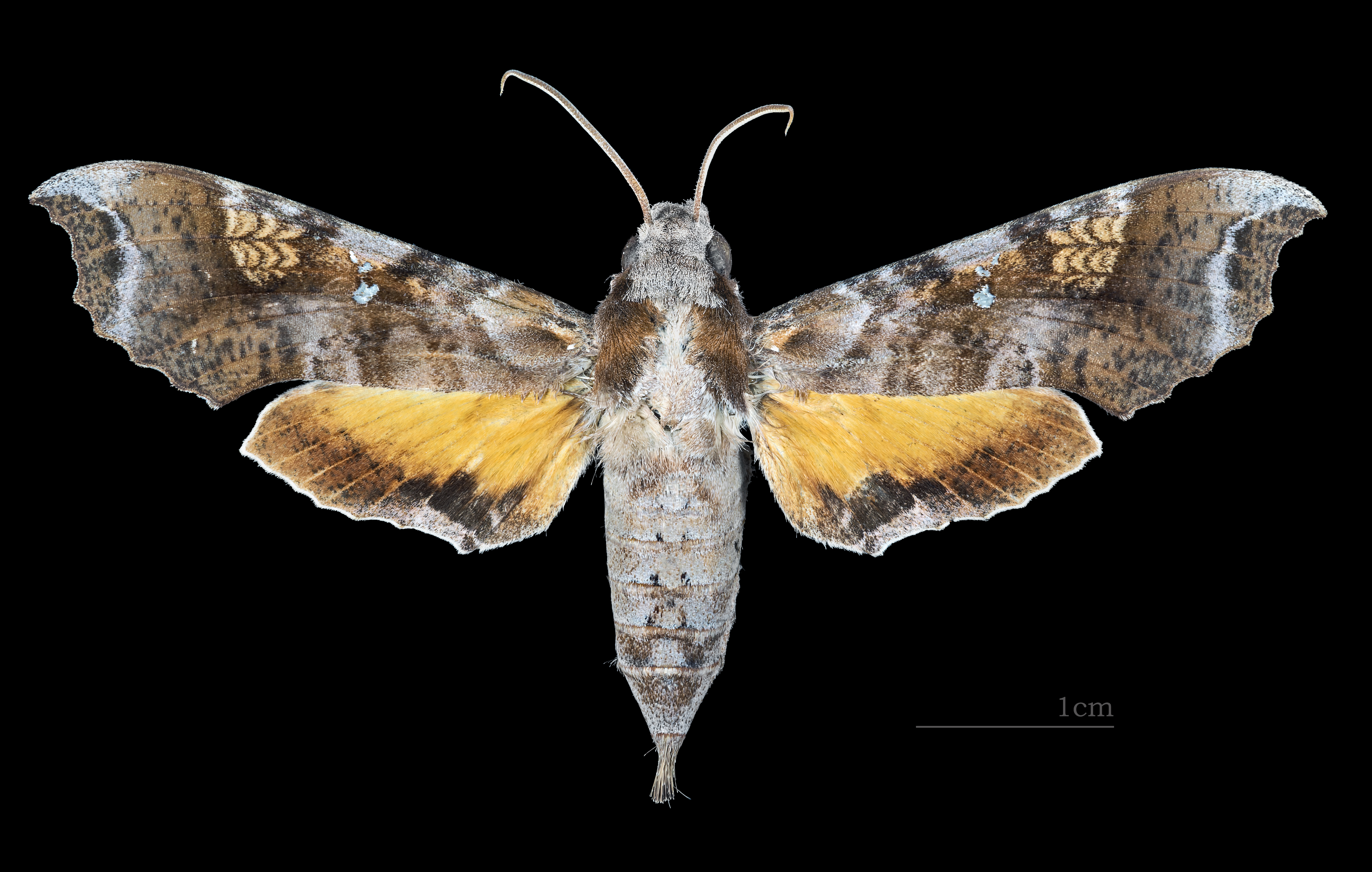
♀
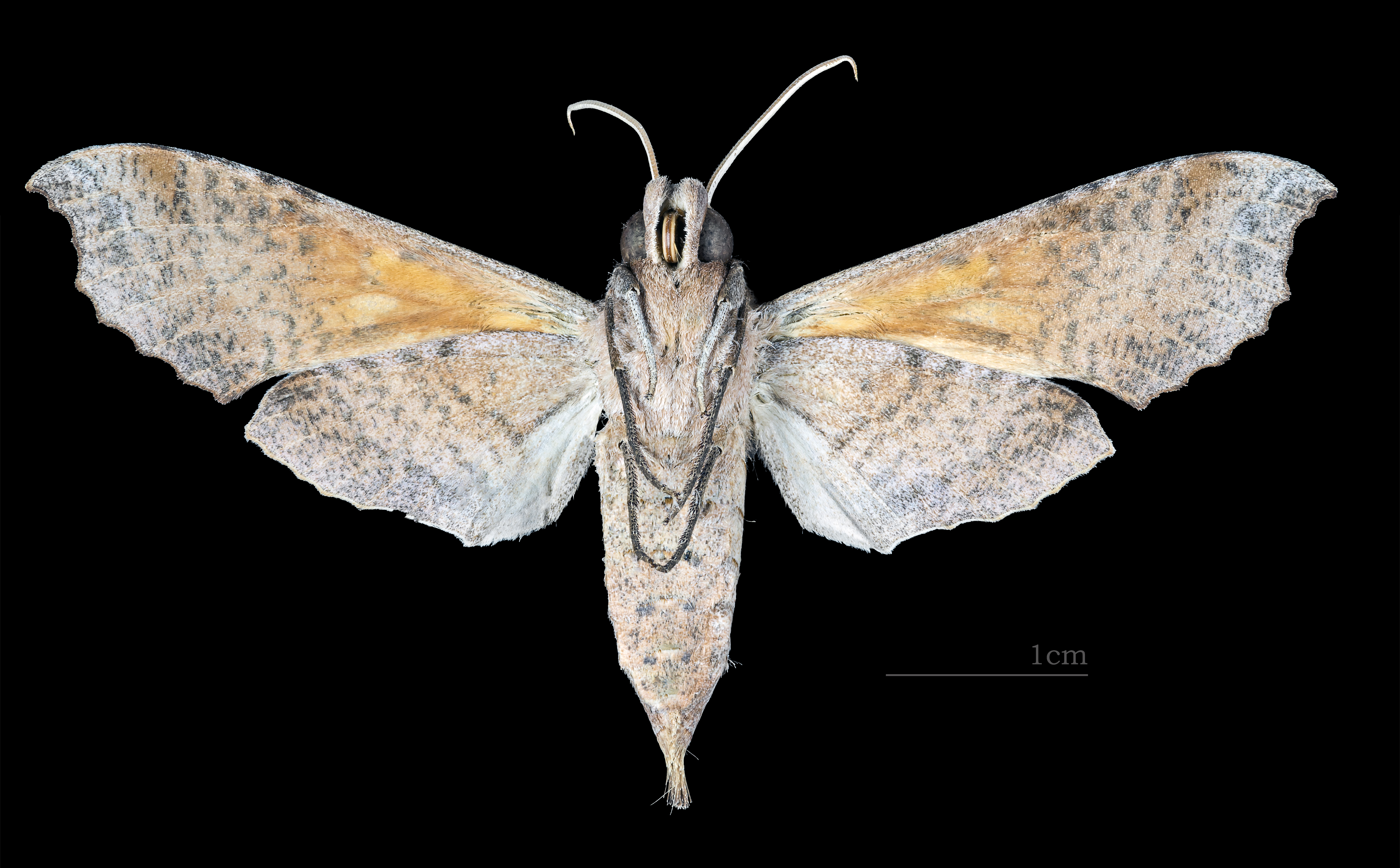
♀ △

### Larva
Dati non disponibili.

### Pupa
I bruchi si impupano negli strati superficiali della lettiera.

## Distribuzione e habitat
L'areale di questa specie comprende il Venezuela nordoccidentale (Aragua, Guárico, Lara, Miranda, Portuguesa), Haiti e la Repubblica Dominicana.

## Biologia
Durante l'accoppiamento, le femmine richiamano i maschi grazie ad un feromone rilasciato da una ghiandola, posta all'estremità addominale.

### Periodo di volo
I dati disponibili sono esigui; la specie è con ogni probabilità multivoltina.

### Alimentazione
Dati non disponibili.

## Tassonomia

### Sottospecie
Non sono state descritte sottospecie.

### Sinonimi
Sono stati riportati tre sinonimi:
- Callioma ellacombei Rothschild, 1894
- Calliomma lutescens Butler, 1875
- Philampelus calliomenae Schaufuss, 1870